# Tsurugisan-Quasi-Nationalpark
Der Tsurugisan-Quasi-Nationalpark (japanisch 剣山国定公園 Tsurugisan Kokutei Kōen) ist einer von über 50 Quasi-Nationalparks in den Präfekturen Tokushima und Kōchi in Japan. Das japanische Umweltministerium ist für die Verwaltung des Parks zuständig. Der Park wurde am 3. März 1964 gegründet und umfasst eine Fläche von ca. 209,61 km². Mit der IUCN-Kategorie V ist das Parkgebiet als Geschützte Landschaft/Geschütztes Marines Gebiet klassifiziert. Im Park liegt neben dem Ishizuchi der namensgebende Berg Tsurugi, mit 1955 m die höchste Erhebung in Shikoku. Daneben befindet sich zudem das Iya-Tal im Park.